# Gerald Albright
Gerald Albright (Los Angeles, 1957. augusztus 30. –) a smooth dzsessz egyik legismertebb szaxofonosa.

## Pályakép
A Los Angeles-ben született szaxofonos zenéje James Brown, Maceo Parker és Cannonball Adderley nyomvonalán fejlődött. A zeneiparban a '80-as években keresett session-zenésszé vált. Kialakult hírneve következtében szerződést kapott az Atlantic Recordstól.
Az első albuma, a Just Between 1987-ben jelent meg.

## Lemezek
- Just Between Us (1987)
- Dream Come True (1990)
- Live at Birdland West (1991)
- Smooth (1994)
- Giving Myself to You (1995)
- Live to Love (1997)
- Groovology (2002)
- Kickin' It Up (2006)
- Pushing the Envelope (2010)
- Slam Dunk (2014)
- G (2016)
- 30 (2018)

## Díjak
A Grammy-díj nyolcszoros jelöltje.